# Цеттерер, Михаэль
Михаэль Цеттерер (нем. Michael Zetterer) — немецкий футболист, вратарь франкфуртского «Айнтрахта».

## Клубная карьера
Цеттерер начал играть в футбол за местную команду «Дархинг» в Фаллае. В возрасте 11 лет, в 2006 году, перебрался в систему «Унтерхахинга», где прошёл через все юношеские и молодёжные команды. В декабре 2012 года, подписал профессиональный контракт до 2016 года.

### «Унтерхахинг»
Сезон 2013/2014 Цеттерер начал в качестве дублёра Корбиниана Мюллера. После неудачной игры Мюллера на стандартных положениях главный тренер Мануэль Баум назначил Цеттерера основным вратарём. Он дебютировал 1 марта 2014 года, в проигрышном матче с «Галлешером» на выезде (2:4). Цеттерер выходил в стартовом составе в одиннадцати из последних двенадцати матчей сезона.
В сезоне Третьей лиги 2014/15 Цеттерер оставался основным вратарём «Унтерхахинга». Его выступления привлекли внимание национальной молодёжной сборной Германии и нескольких клубов Бундеслиги.

### «Вердер»
В январе 2015 года Цеттерер перешёл в клуб Бундеслиги «Вердер». Стал третьим вратарём в составе после Рафаэля Вольфа и Куна Кастелса. Во второй половине сезона 2014/15 провёл семь матчей за вторую команду «Вердера» и помог команде выйти из Региональной лиги в Третью лигу.
После травмы Вольфа был запасным вратарём основной команды на протяжении большей части первой половины сезона 2015/16.
Цеттерер надолго выбыл из строя из-за двух переломов ладьевидной кости, которые он перенёс в 2015 и 2016 годах, и возникшие осложнения потребовали дальнейшей операции в ноябре 2017 года. В июле 2018 года договорился о продлении контракта до 2019 года.
В феврале 2019 года на правах аренды перешёл в «Аустрию» (Клагенфурт).
В июне того же года Цеттерер договорился о долгосрочном продлении контракта с «Вердером» и о переходе в двухгодичную аренду в команду Эредивизи «ПЕК Зволле».
После ухода Стефаноса Капино в аренду в январе 2021 года «Вердер» досрочно вернул Цеттерера из «ПЕК Зволле», после чего игрок снова продлил контракт.
11 сентября 2022 года дебютировал в Бундеслиге, заменив травмированного Иржи Павленку в проигранном матче против «Аугсбурга» со счётом 0:1.

## Карьера в сборной
В августе 2014 года Цеттерер был впервые вызван в сборную Германии до 20 лет. Всего за команду провёл четыре матча.

## Статистика
| Клуб                        | Сезон            | Лига                           | Лига | Лига | Кубок | Кубок | Другие | Другие | Всего | Всего | Ист.   |
| Клуб                        | Сезон            | Дивизион                       | Игры | Голы | Игры  | Голы  | Игры   | Голы   | Игры  | Голы  | Ист.   |
| --------------------------- | ---------------- | ------------------------------ | ---- | ---- | ----- | ----- | ------ | ------ | ----- | ----- | ------ |
| Унтерхахинг                 | 2013/14          | Третья лига                    | 11   | 0    | 0     | 0     | —      | —      | 11    | 0     | [ 18 ] |
| Унтерхахинг                 | 2014/15          | Третья лига                    | 19   | 0    | 0     | 0     | —      | —      | 19    | 0     | [ 18 ] |
| Унтерхахинг                 | Всего            | Всего                          | 30   | 0    | 0     | 0     | 0      | 0      | 30    | 0     | —      |
| Унтерхахинг II              | 2014/15          | Региональная лига «Бавария» Юг | 1    | 0    | 0     | 0     | —      | —      | 1     | 0     | [ 18 ] |
| Вердер II                   | 2014/15          | Региональная лига «Север»      | 7    | 0    | –     | –     | —      | —      | 7     | 0     | [ 18 ] |
| Вердер II                   | 2015/16          | Третья лига                    | 1    | 0    | –     | –     | —      | —      | 1     | 0     | [ 18 ] |
| Вердер II                   | 2016/17          | Третья лига                    | 22   | 0    | –     | –     | —      | —      | 22    | 0     | [ 18 ] |
| Вердер II                   | Всего            | Всего                          | 30   | 0    | 0     | 0     | 0      | 0      | 30    | 0     | —      |
| Вердер                      | 2021/22          | Вторая Бундеслига              | 11   | 0    | 1     | 0     | —      | —      | 12    | 0     | [ 18 ] |
| Вердер                      | 2022/23          | Бундеслига                     | 2    | 0    | 0     | 0     | —      | —      | 2     | 0     | [ 18 ] |
| Вердер                      | 2023/24          | Бундеслига                     | 27   | 0    | 0     | 0     | —      | —      | 27    | 0     | [ 18 ] |
| Вердер                      | Всего            | Всего                          | 40   | 0    | 1     | 0     | 0      | 0      | 41    | 0     | —      |
| Аустрия Клагенфурт (аренда) | 2018/19          | Вторая лига Австрии            | 14   | 0    | 0     | 0     | –      | –      | 14    | 0     | [ 18 ] |
| ПЕК Зволле (аренда)         | 2019/20          | Эредивизи                      | 13   | 0    | 1     | 0     | —      | —      | 14    | 0     | [ 18 ] |
| ПЕК Зволле (аренда)         | 2020/21          | Эредивизи                      | 19   | 0    | 1     | 0     | —      | —      | 20    | 1     | [ 18 ] |
| ПЕК Зволле (аренда)         | Всего            | Всего                          | 32   | 0    | 2     | 0     | 0      | 0      | 34    | 0     | —      |
| Всего за карьеру            | Всего за карьеру | Всего за карьеру               | 147  | 0    | 3     | 0     | 0      | 0      | 150   | 0     | —      |